# Planococcus kenyae
Planococcus kenyae är en insektsart som först beskrevs av Le Pelley 1935.  Planococcus kenyae ingår i släktet Planococcus och familjen ullsköldlöss. Inga underarter finns listade i Catalogue of Life.